# Xalom

Shalom escrit en hebreu

Xalom (en hebreu שלום) és una paraula hebrea que significa ‘pau’. Igual que en català, pot referir-se tant a la pau entre dues parts com també a una pau interior, calma o tranquil·litat d'un individu. S'utilitza també com fórmula de salutació, equivalent a ‘hola’ o ‘adéu’.
L'arrel lingüística de xalom la podem vincular amb le-xalem, que significa ‘completar’, ‘retribuir’, ‘pagar’, ‘compensar’. Per això es pot dir que no és només l'absència de conflicte o la desaparició d'hostilitat, sinó que el xalom apareix quan s'equilibra el que està descompensat, al promoure la justícia i la igualtat integral.
Se sol utilitzar com la forma abreujada de la frase xalom alekhem (‘la pau sigui sobre vosaltres') que es pot traduir com a ‘hola’ (una salutació), i a la que se sol respondre alekhem xalom.